# 상해 전투 (1861년)
상해 전투(太平軍二攻上海, 1861년~1862년)는 1861년 6월부터 1862년 7월까지 태평천국의 난에서 벌어진 주요 교전이다. 영국과 프랑스 군대는 청나라 최초로 대규모로 현대식 대포를 사용했다. 그들의 포격전으로 이수성이 이끌던 태평천국군은 수많은 사상자를 냈으며, 사령관 이수성도 왼쪽 다리에 파편을 맞아 부상당했다.

## 개요
1851년부터 1853년까지, 상해(상하이)는 태평천국군과 명목상 동맹을 맺은 소도회에 의해 점령되었다. 1853년 2월이 되어서야 청나라군이 이 지역을 완전히 탈환하게 된다.
1860년 6월, 뇌문광이 이끄는 2만 명의 태평천국군은 상해(상하이)를 공격했고, 5개월 동안 재점령했다. 1861년 초에 60만 명 이상의 태평천국군을 지휘하여 이수성은 절강성(저장성)과 강소성(장쑤성)을 손에 넣었다. 그는 청나라 정부의 가장 중요한 도시 중 하나이자, 국제항의 본거지이면서, 크지만, 고립된 도시를 점령하는 것을 목표로 삼았다. 이수성의 요청에 따라 영국과 프랑스는 중립을 유지하겠다고 약속했다.
1861년 6월 11일경, 태평천국군은 담소광, 이용발, 길경원, 진곤서가 지휘하는 다섯 군대를 소집하여 두 개의 전선을 구성했다.
황실 녹영군의 사령관은 황익승으로 상해의 도대 오후(吳煦)의 지시에 따르고 있었다. 회군은 이홍장이 이끄는 민병이었다. 홍인간은 상해가 단지 군사적 문제만이 아니라고 생각했기 때문에 이 전투에 반대했다.

## 초기 공략
1862년 3월 1일, 호프와 워드의 연합 부대는 태평천국군을 도시 바깥에 있는 소당촌(小塘村)에서 물리쳤다. 이 승리로 워드는 여단장으로 승진했고, 그의 군대는 상승군(常勝軍)이라는 이름을 얻었다.
태평천국군의 이용발은 수천 개의 작은 배를 타고 2만 명의 병력으로 푸동을 쳐들어 왔다. 도시 전체를 점령당하자 영국과 프랑스의 도움을 요청했다. 10월, 미국인 프레드릭 타운센드 워드는 태평천국군의 세력에 대항하여 훈련시킨 필리핀 군인과 청나라 군인 2,000명을 데려왔다.
이용발이 15일간 크리스마스 휴전을 요청한 후, 상하이 정부는 12월에 베이징에 지원을 요청했다. 이에 대한 응답으로 2만 명의 병력을 가진 회군이 즉시 상하이에 증원군으로 파견되었다.